# Klemm Kl 32
Klemm Kl 32 byl německý lehký spojovací letoun vyvinutý firmou Klemm. Jednalo se o třímístný dolnoplošník s pevným záďovým podvozkem a uzavřenou kabinou, poháněný motorem Siemens Sh 14A o výkonu 150 k. Motor poháněl dvoulistou vrtuli. Několik letounů tohoto typu používala německá Legie Condor během občanské války ve Španělsku.

## Specifikace

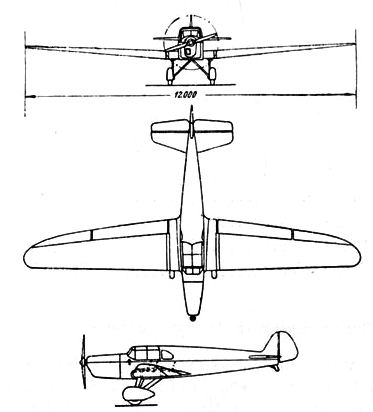
Třípohledový nákres Kl 32

### Technické údaje
- Osádka: 3
- Ropětí: 12 m
- Délka: 7,2 m
- Výška: 2 m
- Max. vzletová hmotnost: 950 kg
- Pohonná jednotka: 1 × Siemens Sh 14A
  - Výkon motoru: 150 k

### Výkony
- Maximální rychlost: 205 km/h
- Dolet: 750 km